# (7006) Folco
(7006) Folco (1981 ER31) – planetoida z pasa głównego asteroid okrążająca Słońce w ciągu 3 lat i 296 dni w średniej odległości 2,43 j.a. Została odkryta 2 marca 1981 roku w Siding Spring Observatory w Australii przez Schelte Busa. Nazwa planetoidy pochodzi od Luigi Folco (ur. 1965), kustosza Museo Nazionale dell'Artartide Uniwersytetu w Sienie, badającego głównie chondryty.